# Carex panormitana
Carex panormitana là một loài thực vật có hoa trong họ Cói. Loài này được Guss. mô tả khoa học đầu tiên năm 1844.